# Arrhenodes minutus
Espèce
Arrhenodes minutus ou Arrhenodes minuta (le charançon du chêne) est une espèce d'insectes coléoptères de la famille des Brentidae, originaire d'Amérique du Nord.
Cet insecte xylophage est considéré comme un ravageur des chênes (Quercus spp.) dans certaines zones de l'est des États-Unis. C'est également le vecteur d'un champignon, Ceratocystis fagacearum, responsable du flétrissement américain du chêne.

## Synonymes
- Curculio minuta Drury,
- Brenthus minutus Drury
- Brenthus maxillosus Olivier